# Фондация „Фридрих Еберт“
Фондация „Фридрих Еберт“ (на немски: Friedrich Ebert Stiftung) e политическа фондация близка до немската Социалдемократическа партия. Юридически не става дума за фондация, а за регистрирано общество (на немски: Friedrich Ebert Stiftung). Седалището ѝ е в Бон, но в Германия се поддържа и голям офис в Берлин, както и клонова мрежа в цял свят. Фондацията, както и другите немски политически фондации, основно получава средства от държавни субсидии обвързани с изборните резултати на приближената ѝ партия, но управлението ѝ е независимо от нея.

## История на ФФЕ
В завещанието си немски социалдемократичен президент Фридрих Еберт призовава за създаването на фондация, която е основана няколко дена след смъртта му на 2 март 1925 година от немската Социалдемократическа партия. Парите нужни за основаването са дарени от присъстващите на панихидата. В началото основната цел е да се подпомага учението на млади и талантливи работници в държавно признати учебни заведение. През 1933 година Фондация „Фридрих Еберт“ е забранена от Националсоциалистите.
След втората световна война фондацията се основава на ново, пак с целта да раздава стипендии на студенти. От 1960-те години фокуса постепенно се измества към предоставянето на международна помощ за развитие на социалдемокрацията и гражданските общества.
Фондация „Фридрих Еберт“ е най-старата политическа фондация в Германия и е често цитирана като модел за останалите такива организации в страната и Европа.

## ФФЕ днес
Фондация „Фридрих Еберт“ през 2009 година има общо 614 сътрудника. Офиси в Берлин и Бон, както и още 14 регионални представителства в Германия. Освен това е имала и 100 бюра в държави извън Германия. Основният източник на пари е федералният бюджет., който е около 120 милиона евро за същата година..

## ФФЕ в България
Бюро България на Фондация „Фридрих Еберт“ е открито през 1994 година, като през 2016 година екипът наброява 6 сътрудника. Основната дейност е организацията и финансирането на работилници, семинари, конференции, научни изследвания, политически анализи и публикации. Основните национални партньори са Сдружението на общините в България, изследователски институции и други фондации в страната. 

## Други немски политически фондации
- Фондация Роза Люксембург („Леви“)
- Фондация Курт Левенщайл (Социалистическа младеж на Германия – Фалкон)
- Фондация Фридрих Еберт (Германска социалдемократическа партия)
- Фондация Хайнрих Бьол (Съюз 90/Зелените)
- Фондация Фридрих Науман (Свободна демократическа партия)
- Фондация Ханс Зейдел (Християн-социален съюз)